# Лосаберидзе, Кетеван Багратовна
Кетева́н Багра́товна Лосабери́дзе (груз. ქეთევან ლოსაბერიძე; 1 августа 1949, Кирови, Ткибульский район, Грузинская ССР, СССР — 23 января 2022, Тбилиси, Грузия) — советская грузинская спортсменка (стрельба из лука), чемпионка Олимпийских игр 1980 года, чемпионка мира и Европы, заслуженный мастер спорта СССР (1979). Первая и единственная обладательница олимпийского золота в стрельбе из лука в истории советского спорта.

## Биография
Окончила физико-математический факультет Кутаисского педагогического института, преподаватель. Выступала за спортивное общество «Буревестник» (Кутаиси/Тбилиси).
По опросу «Ассоциации спортивных журналистов Грузии» с целью определения лучших спортсменов Грузии XX века среди женщин — Кетеван Лосаберидзе, набрав 47 очков, заняла четвёртое место после трех спортсменок, набравших по 48 очков: Ноны Гаприндашвили и Майи Чибурданидзе (шахматы), а также Нино Салуквадзе (пулевая стрельба).
Работала преподавателем на кафедре общей математики Тбилисского университета. С 2002 по 2005 год являлась президентом Федерации по стрельбе из лука Грузии.
Скончалась 23 января 2022 года в Тбилиси на 73-м году жизни.

## Спортивные достижения
- Чемпионка Олимпиады-1980 в Москве (2491 очко)
- Участница Олимпиады-1972 в Мюнхене (4-е место)
- Чемпионка мира (1973, 1981 в командных соревнованиях)
- Чемпионка Европы (1972 в личных соревнованиях; 1972, 1978, 1980 — в командных соревнованиях)

## Награды
- Орден Дружбы народов
- Президентский орден «Сияние» (Грузия)